# Wilhelmshavener HV

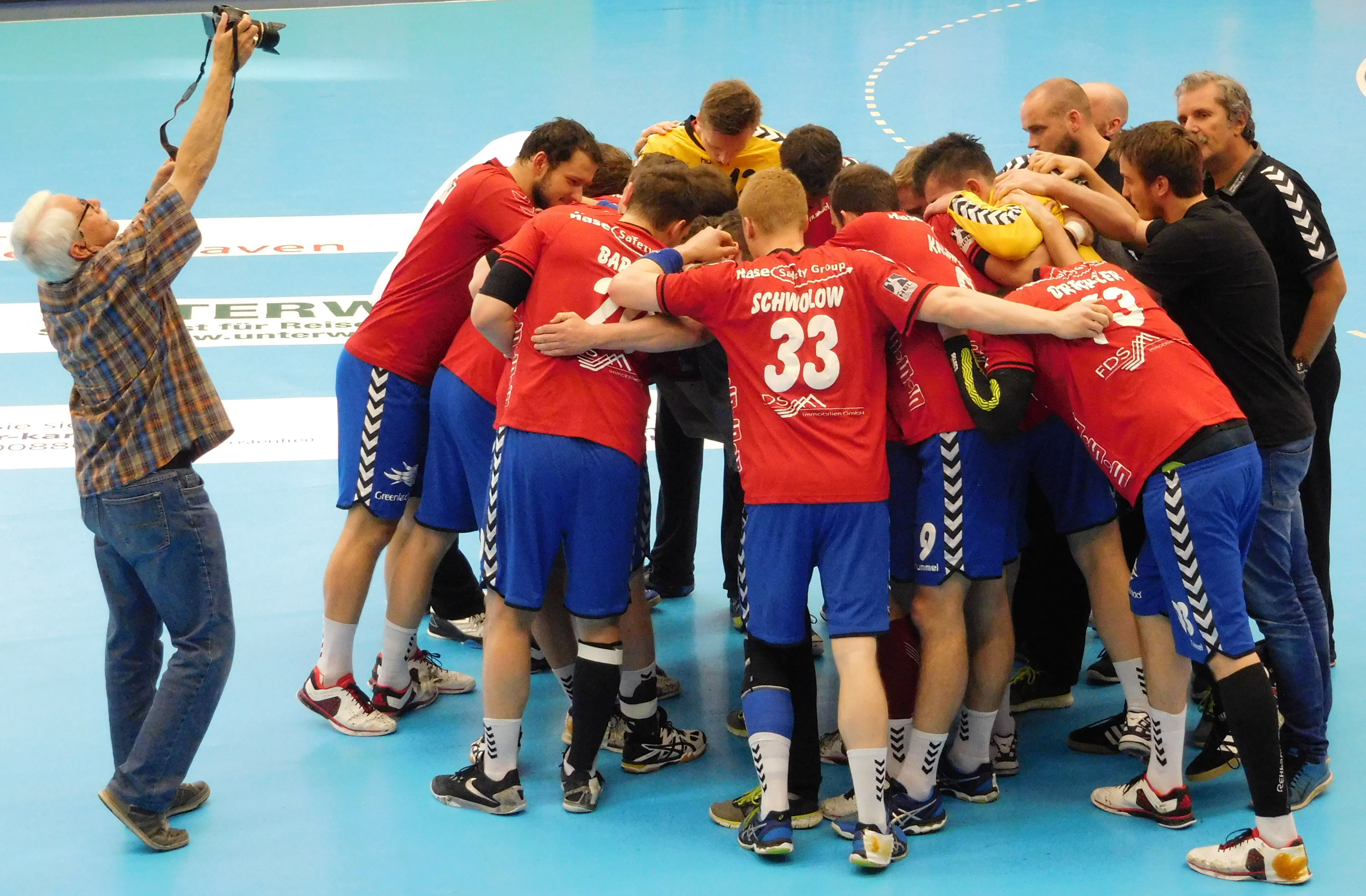
Die Mannschaft des WHV am 27. Mai 2016 vor dem Heimspiel gegen die HSG Nordhorn-Lingen

Der Wilhelmshavener HV (Wilhelmshavener Handballverein) ist ein deutscher Handballverein mit Sitz in Wilhelmshaven.

## Der Verein
Der Verein entstand 1995 aus der Handball-Abteilung des Polizei-Sportvereins Wilhelmshaven. Seit der Saison 1999/2000 bestreitet der Verein seine Spiele unter der jetzigen Bezeichnung Wilhelmshavener HV.
2002 stieg der WHV nach gewonnener Relegation gegen die SG Solingen in die Handball-Bundesliga auf. Im ersten Bundesligajahr schlug der WHV zweimal Frisch Auf Göppingen und trotzte dem THW Kiel in eigener Halle ein Remis ab. Am Ende belegte das Team Rang 15. Die Saison 2005/2006 schloss der WHV mit dem 16. Tabellenplatz ab, so dass zwei Relegationsspiele gegen den TSV Bayer Dormagen den Verbleib in der höchsten Spielklasse sichern mussten. In der Saison 2006/2007 erreichte der Verein einen respektablen 11. Platz. Zu den Höhepunkten der Spielzeit zählte ein 34:32-Heimsieg gegen die SG Flensburg-Handewitt am 16. Mai 2007. Die Saison 2007/2008 erbrachte insgesamt nur vier Siege. Daran konnte auch der zum 18. Januar 2008 verpflichtete Trainer Klaus-Dieter Petersen nichts ändern, so dass mit dem 18. Platz nach sechs Jahren in der 1. Liga der Abstieg in die 2. Liga Nord folgte.
Im ersten Zweitligajahr nach dem Abstieg zeichnete sich schnell ab, dass dem WHV nicht der Wiederaufstieg gelingen würde. Vor der Saison 2009/10 wurde die Mannschaft stark verjüngt: das Durchschnittsalter zu Saisonbeginn betrug 22,6 Jahre. Die Bundesligasaison begann mit sieben Niederlagen in Folge und endete schließlich mit nur neun Siegen (aus 32 Spielen) auf Platz 14. So trennte sich der Verein zum Ende der Saison einvernehmlich von Trainer Petersen; neuer Trainer wurde der bisherige Assistenztrainer Andrzey Staszewski.
Im Februar 2011 teilte der Verein mit, dass man aus finanziellen Gründen „den bereits laufenden Lizenzantrag für die neue eingleisige zweite Bundesliga nicht weiter verfolgen“ wird. Obwohl die Saison 2011/12 in der 3. Liga West mit drei Siegen begonnen hatte, bat Trainer Staszewski im September 2011 „aus persönlichen Gründen“ um die Auflösung seines Vertrages. Christian Köhrmann führte die Mannschaft bis zum Ende der Saison als Spielertrainer weiter. In dieser Funktion trainierte er die Mannschaft auch in den Spielzeiten 2012/13 und 2013/14, wobei er sich immer mehr auf die Trainerfunktion von der Bank aus konzentrierte. In der Saison 2014/15 gewann der WHV sämtliche Ligaspiele und stieg mit einer Bilanz von 60:0 Punkten wieder in die zweite Bundesliga auf. Die Saison 2015/16 beendete der Verein nach dem Aufstieg mit 47:33 Punkten auf Platz 6.
Seine Heimspiele bestreitet der WHV in der Nordfrost-Arena, die bei 2.200 Sitzplätzen insgesamt 2.433 Zuschauer fasst.
Der Verein hat derzeit (Stand: 1. September 2006) ca. 300 Mitglieder, darunter 170 Aktive, die sich auf elf verschiedene Mannschaften (Herren, Damen, Jugend) verteilen.

## Saisonbilanzen seit 2000
| Saison  | Spielklasse               | Platz | Sp | S  | U  | V  | Tore      | Diff. | Punkte  |
| ------- | ------------------------- | ----- | -- | -- | -- | -- | --------- | ----- | ------- |
| 2000/01 | 2. Bundesliga Nord        | 02    | 32 | 22 | 05 | 05 | 0826:0714 | +112  | 49:15   |
| 2001/02 | 2. Bundesliga Nord        | 02    | 36 | 31 | 01 | 04 | 1041:0839 | +202  | 63:09   |
| 2002/03 | 1. Bundesliga             | 15    | 34 | 10 | 02 | 22 | 0870:0962 | −092  | 22:46   |
| 2003/04 | 1. Bundesliga             | 11    | 34 | 10 | 06 | 18 | 0906:0942 | −036  | 26:42   |
| 2004/05 | 1. Bundesliga             | 12    | 34 | 13 | 01 | 20 | 0898:0973 | −075  | 27:41   |
| 2005/06 | 1. Bundesliga             | 16    | 34 | 07 | 05 | 22 | 0867:0985 | −118  | 19:49   |
| 2006/07 | 1. Bundesliga             | 11    | 34 | 11 | 02 | 21 | 0950:1055 | −0105 | 24:44   |
| 2007/08 | 1. Bundesliga             | 18    | 34 | 04 | 06 | 24 | 0866:1047 | −0181 | 14:54   |
| 2008/09 | 2. Bundesliga Nord        | 07    | 34 | 17 | 05 | 12 | 0992:0959 | +033  | 39:29   |
| 2009/10 | 2. Bundesliga Nord        | 14    | 32 | 09 | 02 | 21 | 0901:0965 | −064  | 20:44   |
| 2010/11 | 2. Bundesliga Nord*       | 12    | 32 | 13 | 02 | 17 | 0919:0915 | +04   | 28:36   |
| 2011/12 | 3. Liga West              | 06    | 30 | 15 | 04 | 11 | 0856:0802 | +054  | 34:26   |
| 2012/13 | 3. Liga West              | 04    | 28 | 18 | 03 | 07 | 0839:0765 | +074  | 39:17   |
| 2013/14 | 3. Liga West              | 03    | 30 | 18 | 08 | 04 | 0899:0824 | +075  | 44:16   |
| 2014/15 | 3. Liga Nord              | 01    | 30 | 30 | 0  | 0  | 0954:0740 | +214  | 60:0    |
| 2015/16 | 2. Bundesliga             | 06    | 40 | 22 | 03 | 15 | 1142:1116 | +26   | 47:33   |
| 2016/17 | 2. Bundesliga             | 12    | 38 | 17 | 02 | 19 | 1054:1048 | +6    | 36:40   |
| 2017/18 | 2. Bundesliga             | 16    | 38 | 11 | 06 | 21 | 1015:1079 | −64   | 28:48   |
| 2018/19 | 2. Bundesliga             | 16    | 38 | 14 | 02 | 22 | 1060:1142 | −82   | 30:46   |
| 2019/20 | 3. Liga Nord-West         | 1     | 24 | 22 | 01 | 01 | 0738:0583 | +155  | 30:06   |
| 2020/21 | 2. Bundesliga             | 18    | 36 | 12 | 01 | 23 | 0950:1080 | −130  | 21:47** |
| 2021/22 | 3. Liga Staffel B         | 1     | 22 | 17 | 01 | 04 | 0676:0594 | +82   | 35:09   |
| 2022/23 | 3. Liga Staffel Nord      | 4     | 22 | 14 | 04 | 06 | 0705:0658 | +47   | 32:16   |
| 2023/24 | 3. Liga Staffel Nord-West | 3     | 30 | 21 | 02 | 07 | 0911:0805 | +106  | 44:16   |
| 2024/25 | 3. Liga Staffel Nord-West | 4     | 30 | 17 | 06 | 07 | 0964:0904 | +60   | 40:10   |

|  | Aufstieg |
|  | Abstieg  |

* Abstieg wegen Gründung der eingleisigen 2. Bundesliga

** Abzug von vier Punkte

## Menninga-Affäre
Im September 2020 wurde bekannt, dass der Geschäftsführer der WHV-Sportmarketing GmbH Maik Menninga, zugleich Hauptsponsor, in Untersuchungshaft sitzt. Gemeinsam mit drei weiteren Tatverdächtigen soll er Anleger um 2,5 Millionen Euro betrogen haben. Die Geschäftsräume des Vereins wurden daraufhin von der Staatsanwaltschaft Würzburg durchsucht. Im Oktober 2020 stellte die WHV-Sportmarketing GmbH einen Insolvenzantrag.